# ترید ایر
ترید ایر (به انگلیسی: Trade Air) یک شرکت هواپیمایی با کد یاتا C3 است که در تاریخ ۱ آوریل ۱۹۹۴ میلادی تأسیس شده است. دفتر مرکزی ترید ایر در زاگرب، کرواسی واقع شده‌است و قطب این شرکت هواپیمایی در فرودگاه زاگرب قرار دارد.